# Deming, New Mexico
Deming är administrativ huvudort i Luna County i den amerikanska delstaten New Mexico. Orten grundades år 1881 och fick sitt namn efter Mary Ann Deming som var hustru till järnvägsmagnaten Charles Crocker.
Deming var en av inspelningsorterna för filmen Indiana Jones och Kristalldödskallens rike.